# Asaka Koizumi
Asaka Koizumi (japanisch 小泉 朝香 Koizumi Asaka; * 26. August 1988 in der Präfektur Kumamoto) ist eine japanische Fußballschiedsrichterin.
Seit 2017 steht sie auf der Liste der FIFA-Schiedsrichter und leitet internationale Fußballspiele.
Bei der Asienmeisterschaft 2022 in Indien leitete Koizumi ein Spiel in der Gruppenphase.
Zudem war Koizumi als Schiedsrichterin bei den Asienspielen 2022 in China, beim Cup of Nations 2023 in Australien, bei der U-20-Asienmeisterschaft 2024 in Usbekistan und bei der U-17-Weltmeisterschaft 2024 in der Dominikanischen Republik im Einsatz.